# WWF Brawl for All

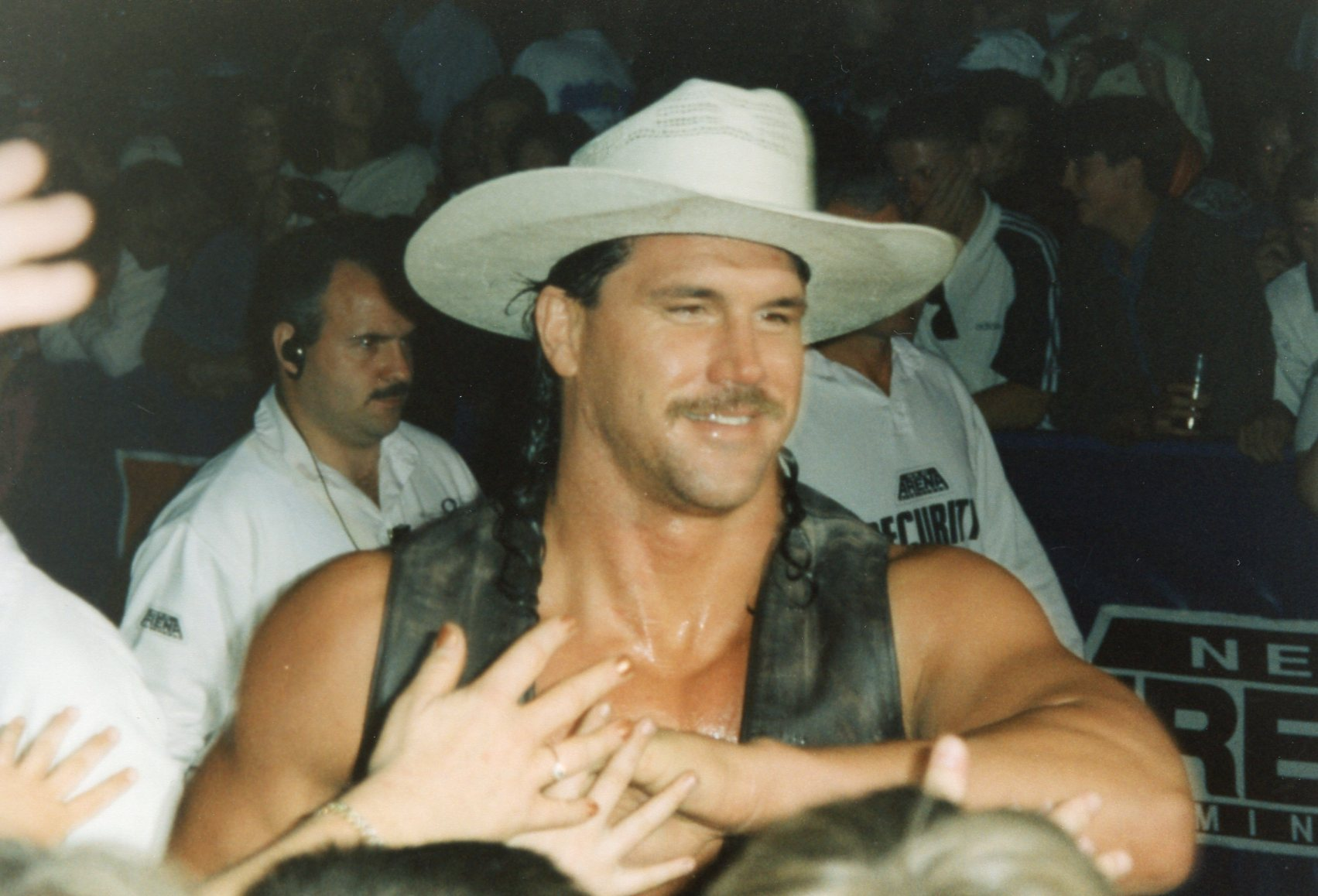
Барт Ганн, победитель Brawl for All

WWF Brawl for All — турнир по боксу/шутфайтингу, проводившийся в World Wrestling Federation с 29 июня 1998 года по 24 августа 1998 года и являвшийся творением тогдашнего сценариста WWF Винса Руссо. Brawl for All привёл к ряду реальных травм для рестлеров WWF и вызвал критику.

## Идея
В течение 1998 года WWF увеличила свой штат, но из-за ограниченного количества телевизионного времени ряд «крепких парней» остались без дела. В результате возникла идея провести турнир, чтобы использовать некоторых из них и извлечь выгоду из недавнего интереса к конкурсам Toughman Contest по всей стране.
По словам Джона «Брэдшоу» Лэйфилда, Винс Руссо придумал эту идею, когда Лэйфилд хотел создать в WWF подразделение хардкор-рестлинга. Руссо сказал, что он придумал турнир в ответ на заявление Брэдшоу о том, что он может победить любого из участников в драке в баре. Джим Корнетт также сообщил, что это была идея Руссо. Участие в турнире было строго добровольным.
Каждый матч состоял из трех одноминутных раундов. Тот борец, который наносил больше ударов за раунд, получал 5 очков. Кроме того, чистый тейкдаун оценивался в 5 очков, а нокдаун — в 10. Если борец оказывался в нокауте (решение принималось по счету «восемь», а не «десять»), матч заканчивался. Матчи оценивали судьи на ринге, включая Гориллу Монсуна.
По словам Джима Корнетта, «Доктор Смерть» Стив Уильямс был фаворитом WWF на победу в турнире, компания рассчитывала на прибыльный матч на pay-per-view между Уильямсом и Стивом Остином; Боб Холли утверждал, что Уильямсу уже выплатили призовые $100 000 до его боя во втором раунде против Барта Ганна. Во время третьего раунда поединка Ганн повалил Уильямса, повредив ему подколенное сухожилие, и через несколько секунд нокаутировал Уильямса. Барт Ганн победил Брэдшоу нокаутом в эпизоде Raw is War 24 августа 1998 года и выиграл турнир и $75 000. Брэдшоу получил 25 000 долларов.
В то время в составе WWF было два известных бывших бойца UFC — Дэн Северн и Кен Шeмрок. Шeмрок отказался от возможности принять участие, а Северн победил Крестного отца в первом раунде, но затем снялся с турнира, заявив, что ему нечего доказывать. В радиоинтервью Северн утверждал, что WWF сначала вообще не разрешила ему и Шемроку участвовать в турнире и что они сняли Северна с турнира после его победы в первом раунде над Крестным отцом. Однако Стив Уильямс вспоминал, что Шемрок «отказался», а Северн снялся из-за «разочарования правилами и мыслью о том, что ему придется носить боксерские перчатки».
Наряду с Уильямсом, ряд других рестлеров получили реальные травмы во время турнира. Среди них были Крестный отец, Стив Блэкмен, Дорожный воин Зверь, Савио Вега и Брэккус.

## Оценки
Присутствовавшие фанаты сразу же выразили свое неодобрение турниру скандированием «Скучно!» и «Мы хотим рестлинг!». Джош Нейсон из Wrestling Observer Newsletter написал, что Brawl for All был «расценен как ужасная идея». Тогдашний официальный представитель WWF Джим Корнетт назвал турнир «самой глупой вещью, которую когда-либо делала WWF». Он утверждал, что WWF неправильно оценила привлекательность настоящих боев для своей аудитории, учитывая, что WWF продвигала идею, что их матчи были просто развлечением. Кроме того, поскольку бойцы были обучены работать на матчах рестлинга, а не драться, они рисковали как травмами, так и тем, что поражение может повредить их конкурентоспособности. Корнетт также критиковал WWF за то, что они не использовали турнир для продвижения Барта Ганна в качестве нового звездного рестлера.
В документальном фильме WWE The Attitude Era Джим Росс заявил, что это была «одна из тех идей, которые выглядели очень круто на бумаге», но Джон «Брэдшоу» Лейфилд добавил, что исполнение было «плохой идеей». Лейфилд также заявил, что «никто не знал, что Барт Ганн настолько хорош». Позднее Росс заметил, что «никто не справился». Шон Уолтман назвал это «самой тупой идеей за всю историю WWE» и выразил мнение, что компания объясняет зрителям, что «эти парни дерутся по-настоящему, а все остальное, что вы смотрите, — чушь собачья».
Документальный сериал «Обратная сторона ринга» освещал турнир в четвёртом эпизоде своего второго сезона.
По сравнению с североамериканской аудиторией, Brawl for All была лучше принята в Японии, поскольку она привела к подписанию Барта Ганна в All Japan Pro Wrestling (который стал успешным основным игроком компании) и способствовала дальнейшему развитию персонажа Стива Уильямса на их шоу.

## Последствия
Непосредственно перед Brawl for All Боб Холли (Бомбастик Боб) и Барт Ганн (Бодрый Барт) выступали в качестве новой версии «Полуночного экспресса» с Джимом Корнеттом в качестве менеджера и выиграли титул командных чемпионов мира NWA. После победы в турнире Барт Ганн, все ещё находясь на контракте с WWF, получил предложение о контракте с All Japan Pro Wrestling от владельца Гиганта Бабы, который был заинтересован в найме Ганна отчасти из-за его нокаута Стива Уильямса. В Японии Уильямс долгое время был одним из главных действующих лиц и имел хорошую репутацию благодаря своей жесткости, и Гигант Баба стремился включить Brawl for All в свои сюжетные линии. После подписания контракта с AJPW в октябре 1998 года, о дебюте Ганна было объявлено в выпуске AJPW TV от 1 ноября 1998 года, и он дебютировал на ринге в том же месяце.
В феврале 1999 года Ганн вернулся в WWF, чтобы выполнить свои контрактные обязательства. Ганн враждовал с Бобом Холли, ныне известным как Хардкор Холли, и Стивом Уильямсом.
Позднее Ганн встретился с профессиональным боксером Баттербином на WrestleMania XV в боксерском матче; Ганн был нокаутирован через 35 секунд после начала поединка и после этого был уволен из WWF. Джим Корнетт критиковал Ганна за то, что его выставили на матч с боксером. Боб Холли утверждал, что неизбежный проигрыш Ганна Баттербину был наказанием за победу над желанным победителем компании Стивом Уильямсом. После проигрыша Баттербину Ганн вернулся в AJPW в мае 1999 года, сменив летом свое имя на Майк Бартон.
Большинство других участников покинули компанию в течение года после турнира; Дроз получил травму, не связанную с турниром, во время SmackDown! в 1999 году, Стив Блэкмен и Крестный отец покинули компанию в 2002 году, Боб Холли оставался в компании до 2009 года.
В декабре 2000 года началась сюжетная линия, в которой «Доктор Смерть» Стив Уильямс пересекся с Бартоном в телевизионном командном матче во время турнира World’s Strongest Tag Determination League 2000 в All Japan Pro Wrestling. Они были в противоположных командах, и Уильямс хотел поквитаться с Бартоном за поражение в Brawl for All.
Вражда с Уильямсом вылилась в матч-реванш на главном событии pay-per-view 28 января 2001 года, который выиграл Уильямс. После этого Бартон и Уильямс регулярно боролись друг с другом в течение первой половины 2001 года, а затем в октябре того же года объединились в команду.